# 单环刺螠
单环刺螠（學名：Urechis unicinctus）是一种海生的螠虫目动物，俗称海肠，胶东半岛又称海雞子或海牛子，因形似男性生殖器陰莖而得俗名陰莖魚或雞雞魚。分布於北美洲西岸的同屬物種美洲刺螠也有此別稱。

## 生態
单环刺螠和其他刺螠科物種一樣是生活在海边潮間帶泥性底質或珊瑚礁區，這種動物體型肥大，身體前端具一長吻用於覓食，極具彈性，可伸長至一公尺以上，利用其黏性黏著底部的小動物或有機顆粒，由於吻部在外覓食而容易被海鳥啄食，而再生性極強。棲息於泥灘的单环刺螠有很好的潛沙能力，身體能潛到40公分以上，棲息於基質的洞中濾食，有助於減少海水基質的污染。单环刺螠會被許多底棲魚類捕食，其棲息的洞中可能有巴氏无齿蟹、Pseudopinnixa carinata等片利共生的小型螃蟹。
单环刺螠分布於渤海湾與日本、韓國和俄羅斯遠東地區的海域，為季節性漁獲，在中國一般在春季捕獲，在日本則在冬季捕獲。日本曾有多次發現大量单环刺螠擱淺在沙灘上的紀錄，2012年、2013年的1月至2月曾有大批单环刺螠在夜間擱淺於日本宮城縣的海灘上，可能與其在夜晚游動、交配有關。
单环刺螠對硫化物有較強的耐受與解毒能力，也因此被當作沿海硫化物代謝相關研究的模式生物。

## 经济价值
单环刺螠在中國、日本、韩國等地（特別是韓國）常被生吃，其口感脆嫩，被稱作「裸體的海參」配上韭菜清炒的「韭菜海腸」為煙台的名菜。中醫則認為单环刺螠有壯陽、溫補肝腎的作用，適合男性食用。除了食用之外，单环刺螠也常作為鱼饵。

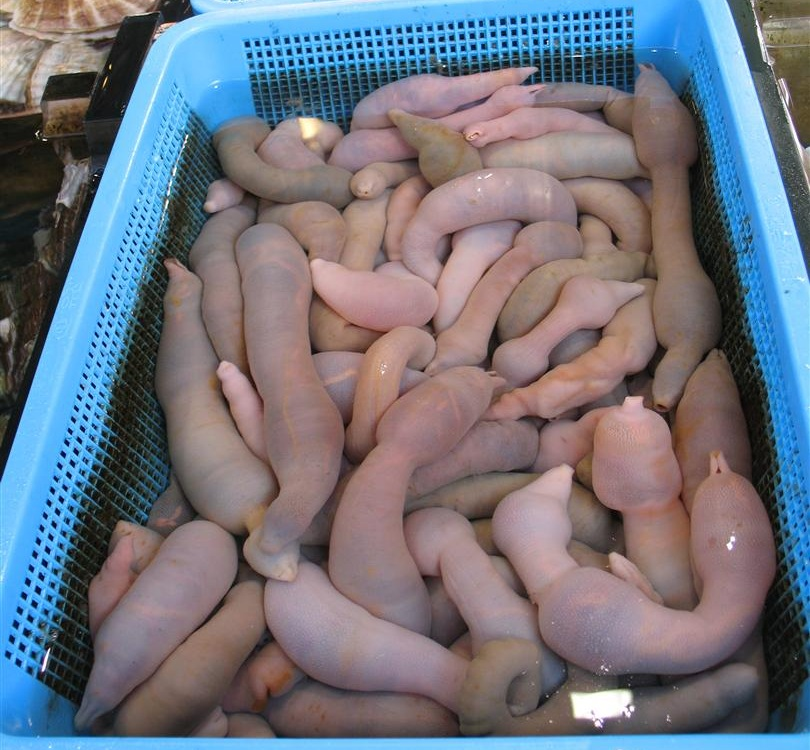
韓國釜山魚市場中販賣的海腸（韓語： gaebul）
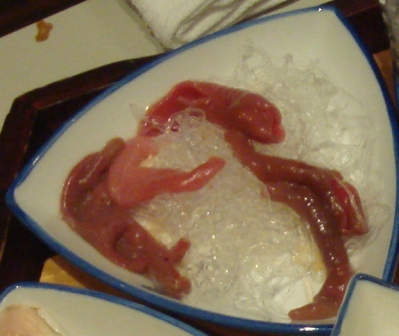
韓國餐廳中被製成膾生食的海腸